# Sirlord Conteh
Sirlord Calvin Conteh (* 9. Juli 1996 in Hamburg) ist ein deutsch-ghanaischer Fußballspieler.

## Karriere
Conteh wurde in seiner Heimatstadt Hamburg beim SC Concordia und beim SC Billstedt sowie beim VfB Lübeck fußballerisch ausgebildet. Nach einer Saison beim TSV Sasel stieß er im Sommer 2015 zur U23-Mannschaft des FC St. Pauli. Dort spielte der Flügelstürmer vier Jahre in der Stammformation und kam 101-mal zum Einsatz und erzielte dabei 25 Treffer.
Zur Saison 2019/20 wechselte Conteh zum Drittligisten 1. FC Magdeburg. Er erhielt beim Absteiger einen Vertrag mit einer Laufzeit bis zum 30. Juni 2021, der später verlängert wurde. In seinen ersten beiden Saisons beim FCM traf Conteh jeweils zwei Mal.
Im Sommer 2022 wechselte er zum Zweitligisten SC Paderborn 07.
Zur Saison 2024/25 wechselte er zum 1. FC Heidenheim.

## Erfolge
- Meister der 3. Liga und Aufstieg in die 2. Bundesliga: 2022

## Privates
Sein jüngerer Bruder Christian (* 1999) ist ebenfalls Fußballspieler. Die Eltern der Brüder stammen aus Ghana und kamen in den 1990er Jahren nach Deutschland.